# Monica Nielsen
Monica Nielsen (født Lindgren; 30. november 1937, død 1. juni 2025) var en svensk skuespillerinde. I en karriere der strakte sig over 60 år medvirkede hun i mere end 50 film og tv-serier fra 1947 og frem til 2012. Hun huskes bedst for sin rolle som Bodil i tv-serien Varuhuset.
Nielsen var datter af skuespillerne Peter Lindgren (1915-1981) og Marianne Nielsen (1917-2004). Hun skiftede sit efternavn da stedfaren Gunnar Nielsen (1919-2009), som også var skuespiller, adopterede hende.

## Privatliv
Nielsen boede sammen med skribent Adam Inczèdy-Gombos (1940-2020) i flere årtier, før hun giftede sig med antikvitetshandleren Torsten Björklund (1923-2013) i 1987. Fra sit første forhold fik hun to børn, hvoraf den ene er skuespillerinden Petra Nielsen (født 1965).
Nielsen døde 87 år gammel den 1. juni 2025 efter en periode med dårligt helbred.

## Udvalgt filmografi
- Gadens raske drenge (1947, ukrediteret)
- Danse-Salongen (1955, ukrediteret)
- Den blodrøde blomst (1956)
- Halstørklædet (tv-serie, 1962)
- Er svenskerne sådan (1964)
- Kvindedyr (1965)
- Prinsessen (1966)
- I ho'det på en gammel dreng (1968)
- Tabu (1977)
- Dobbelt forræderi (1977)
- Katitzi (tv-serie, 1980)
- Varuhuset (tv-serie, 1987-1989)
- Manden på balkonen (1993)
- Fjällbacka-mordene - Beskuerens øje (2012)